# 许尔本
许尔本是德国巴登-符腾堡州的一个市镇。总面积6.40平方公里，总人口2790人，其中男性1355人，女性1435人（2011年12月31日），人口密度436人/平方公里。